# Система трубного підсвічника
Система трубного підсвічника — комплексна система для легкого, безпечного і оперативного підйому і переміщення труб на бурових установках будь-якого типу. Включає, зокрема, кран для підйому і переміщення свічок між трубним підсвічником, шурфом і центром свердловини. Кран встановлюється на або під кран-балкою на буровій вишці, вище рівня магазину для труб.
Типова місткість підсвічника бурової вежі при використанні двострілової системи складає до 420 свічок бурильних труб і 14 свічок ОБТ. Може поставлятися з роботизованим управлінням руху або без нього.
Проміжний телескопічний затягувач бурильних труб встановлюється між підсвічниками на висоті близько 30 футів над буровим майданчиком. Затягувач телескопічний, він може повертатися на 180 градусів, встановлюється на візку, що висувається або втягується по напрямних брусів.
Свічки фіксуються в потрібному положенні за допомогою окремої пружинної засувки для кожної свічки.
Центратор автоматично захоплює і центрує труби різних діаметрів.